# ツバメチドリ
ツバメチドリ（燕千鳥、Glareola maldivarum）は、チドリ目ツバメチドリ科ツバメチドリ属に分類される鳥類。

## 分布
インド、インドネシア、オーストラリア北部、カンボジア、シンガポール、スリランカ、ソロモン諸島、大韓民国、台湾、朝鮮民主主義人民共和国、中華人民共和国東部および南部、日本、ネパール、パキスタン東部、パラオ、バングラデシュ、フィリピン、ブルネイ、ベトナム、マーシャル諸島、マレーシア、ミクロネシア連邦、ミャンマー、モンゴル、ラオス、ロシア南東部
夏季は中華人民共和国東部やロシア南東部、ヒマラヤ山脈などで繁殖し、冬季になると東南アジアやオーストラリア北部へ南下し越冬する。日本には渡りの途中でまれに飛来（旅鳥）するが、局所的だが日本国内での繁殖例（夏鳥）もある。

## 形態
全長23-26.5cm。翼開張59-64cm。尾羽は長く、アルファベットの「V」字状。尾羽や翼がツバメを連想させることが和名の由来。上面は灰褐色で覆われる。腹部や尾羽基部の上面（上尾筒）および下面（下尾筒）は白い羽毛で覆われる。翼は長い。上雨覆は灰褐色で、下雨覆は赤い。初列風切は黒い。
嘴の先端は黒い。後肢の色彩は黒褐色。
幼鳥は羽毛の外縁（羽縁）が白や淡褐色。夏羽は喉は淡黄色の羽毛で覆われ、眼先から胸部にかけて淡黄色を縁取る様に黒い筋模様が入る。嘴の基部は赤い。冬羽は喉は淡褐色の羽毛で覆われ、眼先から胸部にかけての筋模様が不明瞭。嘴の基部は黒い。

## 生態
海岸や干潟、河川、草原などに生息する。
基本的には旅鳥だが、関東以西では局所的に夏鳥として渡来し、繁殖する。
食性は動物食で、昆虫などを食べる。主に飛行しながら口を大きく開けて獲物を捕食する。
集団繁殖地（コロニー）を形成する。地面を浅く掘って産座に小石や貝殻などを敷いた巣で、日本では4-7月に1回に2-3個の卵を産む。雌雄交代で抱卵し、抱卵期間は約18日。雌雄とも育雛を行う。生後1年で性成熟すると考えられている。

## 人間との関係
日本ではまれに飛来していたが、近年は目撃例や繁殖例が増加傾向にある。これは河川改修や埋立地の増加に伴い、本種の営巣に適した環境が増えたことが原因だと考えられている。
絶滅危惧II類 (VU)（環境省レッドリスト）